# Allium subakaka
Allium subakaka — вид трав'янистих рослин родини амарилісові (Amaryllidaceae), поширений у Західній Азії.

## Опис
Цибулина діаметром 2–2.5 см; зовнішні оболонки чорнуваті. Листків 1–2, еліптично-довгасті або яйцеподібно-довгасті, шириною 2.5–6 мм, сірувато-зелені. Зонтик 4–6 см діаметром, багатоквітковий. Оцвітина широко дзвоноподібна, сегменти брудно-лілові, сріблясто-фіолетово-рожеві, бузково-рожеві або фіолетові, рідко брудно-білі, вузько еліптичні-довгасті, 6.5–8.5 мм, ≈ тупі. Коробочка 4–5 мм.

## Поширення
Поширений у Туреччині, Закавказзі, Ірані й Іраку.
Населяє Скелясті магматичні або сланкі схили, магматичні осипи, степи, 1650–3400 м.